# Laiphognathus longispinis
Espèce
Statut de conservation UICN

 LC  : Préoccupation mineure
Laiphognathus longispinis est une espèce de poissons marins de la sous-famille des Blenniinae (famille des Blenniidae).

## Description
Laiphognathus longispinis peut mesurer jusqu'à 51 mm, queue non comprise.

## Répartition

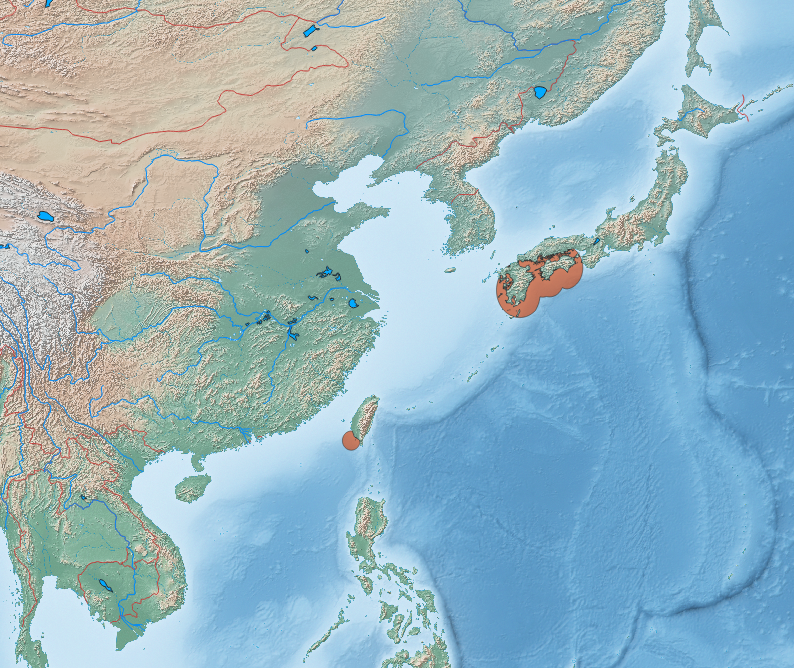
Aire de répartition de Laiphognathus longispinis selon l'UICN (2025).

Ce poisson se rencontre dans le sud du Japon et à Taïwan. Il est présent entre 5 et 30 m de profondeur.

## Systématique
Le nom valide complet (avec auteur) de ce taxon est Laiphognathus longispinis Murase (d), 2007.
Laiphognathus longispinis a pour synonyme :
- Laiphognathus longispinus Murase, 2007

### Étymologie
Son épithète spécifique, du latin longis, « long », et spinis, « épine », fait référence aux 3 à 5 épines dorsales allongées présentes entre la 6e et la 10e épine chez les mâles matures, contrairement à Laiphognathus multimaculatus qui n'en présente aucune allongée.

## Publication originale
- (en) Atsunobu Murase, « A new species of the bleniid fish, Laiphognathus longispinis (Perciformes: Bleniidae), from southern Japan and Taiwan », Ichthyological Research, Japon, vol. 54,‎ 2007, p. 287-296 (ISSN 1341-8998, e-ISSN 1616-3915).